# Cicindela theatina
Cicindela theatina este o specie de insecte coleoptere, descrisă de Bernard Rotger în anul 1944. Cicindela theatina face parte din genul Cicindela, familia Carabidae. Această specie nu are alte subspecii cunoscute.

## Galerie

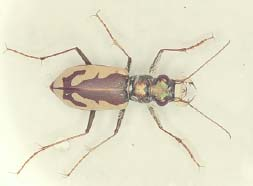